# 昭和歌謡パレード
『昭和歌謡パレード』（しょうわかようパレード）はBSフジの歌謡曲専門の音楽番組。
元々は2014年から2017年に毎週金曜日のゴールデンタイムの番組として放送されていた『あなたの歌謡リクエスト』をリニューアルする形で不定期の1 - 2時間の番組として放送されていたが、2022年10月5日からはBSフジの22時・水曜日の番組として毎週水曜 22:00 - 22:55の毎週のレギュラー放送に移行した。
番組は、昭和のある特定のキーワード、年代、歌手などをテーマとして取り上げ、ベテランから若手に至る主に演歌・歌謡曲の歌手らがその懐かしい歌の数々を生歌で披露するほか、その時代を象徴する出来事、流行、グッズや、名曲にまつわるエピソードなどをゲストとのトークパートで振り返る大人向けの歌謡曲番組である。

## 出演
- 中山秀征
- 三雲孝江

## スタッフ
- ナレーション：ふとがね金太
- 監修：玉井貴代志
- 構成：舘川範雄、渡邊賢史
- 編成：柏村信輔・岡田沙耶（ともにBSフジ）
- TP：山本真吾
- SW：長尾康平
- CAM：白石峰郎
- VE：藤崎康広
- 照明：小熊豊
- 音声：盛田浩尉
- 編集：峯村憲輝
- MA：指田高史
- 音響効果：金子創一
- 技術協力：fmt、BEE TECH、明光セレクト、サンフォニックス、第一音響
- 美術プロデュース：森健彦
- デザイン：天野沙耶花
- 美術進行：村瀬大
- アクリル装飾：池澤明徳
- 大道具営業：三瓶一美
- 大道具操作：島田秀樹
- 電飾：荻島彩菜
- メイク：山田かつら
- タイトル：永井秀実
- 美術協力：フジアール
- 広報：古屋久美子（BSフジ）
- TK：石井成子
- デスク：富澤奈美、鈴木花佳
- ディレクター：坂田祐三、山嵜哲矢
- 演出：浅尾和寿
- プロデューサー：増當一也、菅野貴志、鈴木仁美
- 制作協力：フジパシフィックミュージック、ビー・ブレーン、ビーフィット
- 制作著作：BSフジ